# بيرثولد فاوست
بيرثولد فاوست (بالألمانية: Berthold Faust)‏ هو مصمم ورسام ألماني، ولد في 1935 في هوفهايم آم تاونوس في ألمانيا، وتوفي في 8 أكتوبر 2016.